# الانكماش العظيم
الانكماش العظيم هو مصطلح للاقتصادي ميلتون فريدمان عن فترة الركود من عام 1929 حتى عام 1933، أي السنوات الأولى من الكساد الكبير. كانت العبارة عنوان فصل في كتاب عام 1963 التاريخي النقدي للولايات المتحدة بقلم فريدمان وزميلته آنا شوارتز. نُشر الفصل لاحقًا ككتاب مستقل بعنوان الانكماش العظيم، 1929-1933 في عام 1965. كلا الكتابين لا يزالان يطبعان من قبل مطبعة جامعة برينستون وبعض الطبعات تتضمن كملحق خطاب لتكريم فريدمان الحائز على جائزة نوبل في الاقتصاد، والذي أدلى به محافظ بنك الاحتياطي الفيدرالي بن برنانكي، ونصه:
اسمحوا لي أن أنهي حديثي بإساءة استخدام وضعي بشكل طفيف كممثل رسمي للاحتياطي الفيدرالي. أود أن أقول لميلتون وآنا: فيما يتعلق بالكساد الكبير، أنتما على حق. لقد فعلناها. نحن آسفون جدا. لكن بفضلكم، لن نفعل ذلك مرة أخرى.- بن س. برنانكي
جادل فريدمان وشوارتز بأن الاحتياطي الفيدرالي كان من الممكن أن يقلل من حدة الكساد، لكنه فشل في ممارسة دوره في إدارة النظام النقدي وتخفيف الذعر المصرفي تحت رئاسة روي أ. يونغ ويوجين ماير.
لا ينبغي الخلط بين الانكماش الكبير والضغط العظيم، والذي يشير إلى فترة بدأت حوالي عام 1940 عندما (وفقًا لبعض الاقتصاديين مثل بول كروغمان) انخفض التفاوت الاقتصادي بسبب الضرائب التصاعدية والسياسات الأخرى لإدارة فرانكلين روزفلت.